# Ruacana Falls
Ruacana Falls (port. Quedas do Ruacaná) – wodospad na rzece Kunene, na granicy Namibii i Angoli. Wodospad ma wysokość 120 metrów i 700 metrów szerokości, jednak tylko w porze deszczowej, gdy przepływ wody jest największy. Nazwa wodospadu pochodzi od miasta Ruacana, które znajduje się nieopodal.
Bezpośrednio pod wodospadem znajduje się podziemna elektrownia wodna, którą zbudowano w latach 70. XX wieku jako część projektu Kunene. Jest to największa elektrownia w Namibii, której generatory dostarczają energię znacznej części kraju.
Pomimo że Kunene jest rzeką całoroczną, jedynie przy wysokim stanie wody oglądanie wodospadu jest imponującym widowiskiem, które uczyniły go znanym miejscem turystycznym. Podczas najwyższego stanu wody wodospad Ruacana jest przez krótki czas większy niż słynne wodospady Wiktorii.
Stare betonowe schody prowadzą w dół do stóp wodospadu. Podczas wysokich stanów wody zejście ze względu na ekstremalne oddziaływanie wodospadu (tryskająca woda i prąd wodospadu) i złego stanu schodów jest bardzo niebezpieczne.

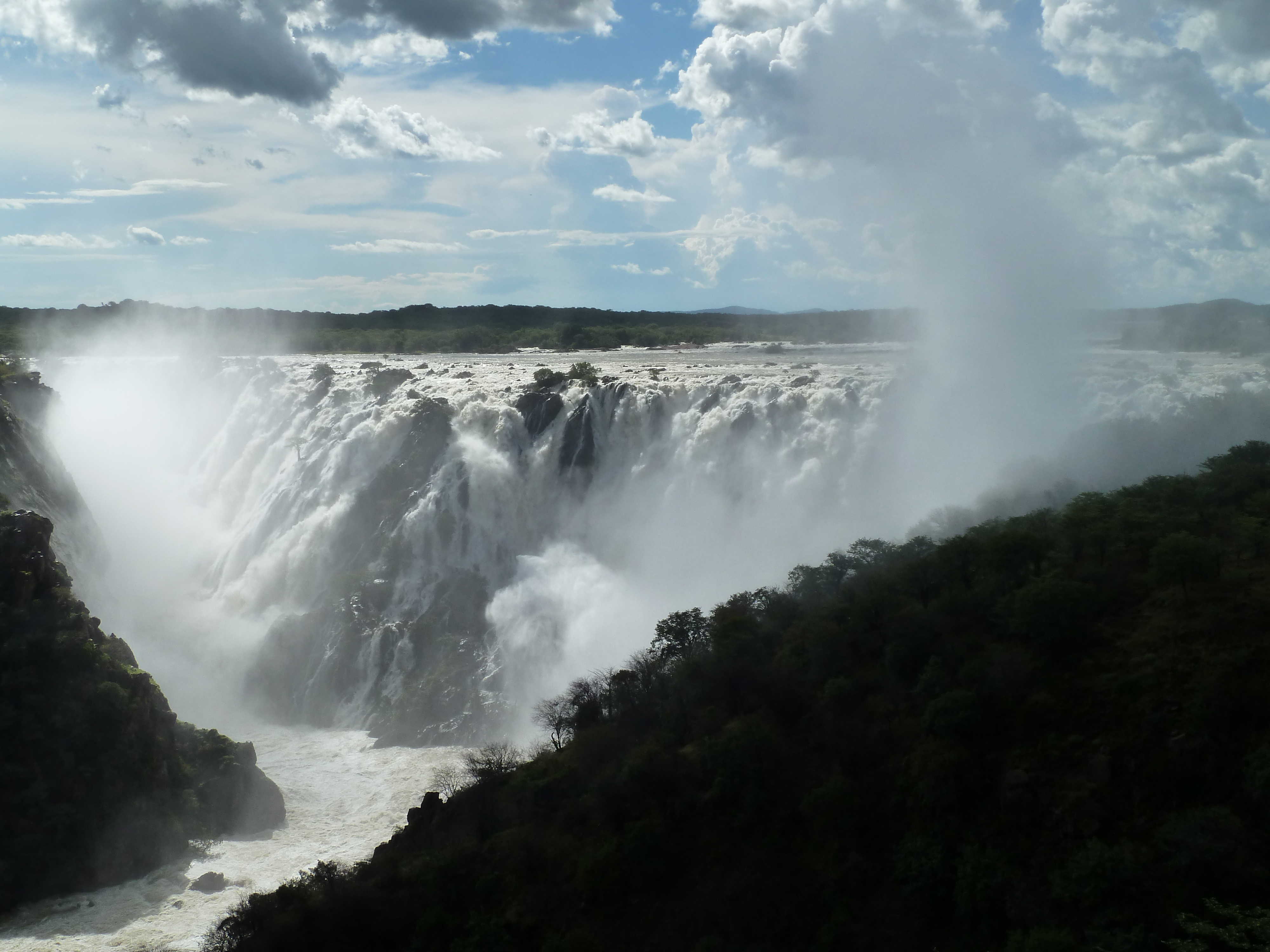
Wodospad podczas wysokiego stanu wody w marcu 2011 roku